# 蒙泰罗波利斯
蒙泰罗波利斯是巴西阿拉戈斯州的一个市镇。总面积86.1平方公里，总人口7048人，人口密度81.9人/平方公里。